# Prequel
Il prequel (pronuncia inglese [ˈpɹiːkwəl], adattabile in italiano come /ˈprikwel/ o /ˈprekwel/) o antefatto è un neologismo del XX secolo mutuato dalla lingua inglese, composto dal prefisso "pre-" (dal latino prae, "prima") unito a "sequel" ("seguito" in lingua inglese), che indica un film che presenta dei personaggi e degli eventi di un film ambientati precedentemente al primo, ma fatto uscire successivamente. L'utilizzo del termine si è esteso anche in altri settori artistici, ad esempio nell'ambito letterario, fumettistico, televisivo, videoludico e oltre, e può quindi essere definito, più in generale, come un «racconto o film il cui contenuto intende proporre gli antefatti di una storia facente parte di un ciclo».

## Caratteristiche
L'aspetto essenziale del prequel è che si concentra su eventi che avvengono prima della narrazione originale. È, dunque, l'opposto del sequel o seguito e sconvolge la corrispondenza cronologica tra la produzione di un film o di un racconto e la sua ambientazione, tornando indietro in quello che è l'ordine degli eventi presentato dalla storia (o dalle storie) precedente.
Un'altra caratteristica è che il prequel, insieme all'opera o alle opere già uscite, viene a creare una serie o un ciclo narrativo, ampliando o approfondendo l'ambientazione originaria e inserendo a volte nuovi personaggi o nuove situazioni.
Come i seguiti, infatti, gli antefatti possono o no riguardare la stessa trama dell'opera da cui sono derivati. Spesso, spiegano lo sfondo che ha condotto agli eventi narrati nella storia originale, ma a volte i collegamenti non sono così espliciti. Talvolta, gli antefatti giocano sul fatto che il pubblico sa già quello che accadrà dopo, usando riferimenti deliberati per creare toni o situazioni ironiche.
Esempi di prequel sono gli episodi I, II e III della saga di Star Wars, girati a cavallo degli anni novanta e duemila, che si collocano precedentemente agli episodi IV, V e VI, realizzati oltre vent'anni prima. Altro esempio è Monsters University, prequel di Monsters & Co.